# Reuteriella flavescens
Reuteriella flavescens är en insektsart som beskrevs av Victor Antoine Signoret 1880. Reuteriella flavescens ingår i släktet Reuteriella och familjen dvärgstritar. Inga underarter finns listade i Catalogue of Life.